# Max Jean
Max Rémi Jean erroneamente a volte indicato come Jean (nome) Max (cognome) (Marsiglia, 27 luglio 1943) è un ex pilota automobilistico francese.
Prima di arrivare in Formula 1 fu campione di Formula Ford francese nel 1968 e corse qualche gara in Formula 3 e Formula 2.
Partecipò al Gran Premio di Francia 1971 con una March della Frank Williams Racing Cars, concludendo la gara al quattordicesimo posto.

## Risultati in Formula 1
| 1971 | Scuderia                   | Vettura   |  |  |  |  |    |  |  |  |  |  |  |  |  | Punti | Pos. |
| ---- | -------------------------- | --------- |  |  |  |  | -- |  |  |  |  |  |  |  |  | ----- | ---- |
| 1971 | Frank Williams Racing Cars | March 701 |  |  |  |  | 14 |  |  |  |  |  |  |  |  | 0     |      |

| Legenda | 1º posto     | 2º posto | 3º posto    | A punti         | Senza punti/Non class.  | Grassetto – Pole position Corsivo – Giro più veloce |
| Legenda | Squalificato | Ritirato | Non partito | Non qualificato | Solo prove/Terzo pilota | Grassetto – Pole position Corsivo – Giro più veloce |